# Draft de l'NBA del 1960
El Draft de l'NBA de 1960 va constar de 21 rondes i es van seleccionar 100 jugadors. 3 futurs membres del Basketball Hall of Fame van ser escollits en primera ronda: Oscar Robertson, Jerry West, i Lenny Wilkens

## Primera ronda
|  | = All-Star     |
|  | = Hall of Fame |

| Posició | Jugador         | Nacionalitat | Equip de l'NBA        | Origen (Universitat/club) |
| ------- | --------------- | ------------ | --------------------- | ------------------------- |
| 1       | Oscar Robertson | Estats Units | Cincinnati Royals     | Cincinnati                |
| 2       | Jerry West      | Estats Units | Minneapolis Lakers    | West Virginia             |
| 3       | Darrall Imhoff  | Estats Units | New York Knicks       | California                |
| 4       | Jack Moreland   | Estats Units | Detroit Pistons       | Louisiana Tech            |
| 5       | Lee Shaffer     | Estats Units | Syracuse Nationals    | North Carolina            |
| 6       | Lenny Wilkens   | Estats Units | St. Louis Hawks       | Providence                |
| 7       | Al Bunge        | Estats Units | Philadelphia Warriors | Maryland                  |
| 8       | Tom Sanders     | Estats Units | Boston Celtics        | NYU                       |

## Segona ronda
| Posició | Jugador        | Nacionalitat | Equip de l'NBA        | Origen (Universitat/club) |
| ------- | -------------- | ------------ | --------------------- | ------------------------- |
| 9       | Jay Arnette    | Estats Units | Cincinnati Royals     | Texas                     |
| 10      | Dave Budd      | Estats Units | New York Knicks       | Wake Forest               |
| 11      | Kelly Coleman  | Estats Units | New York Knicks       | Kentucky Wesleyan         |
| 12      | Ron Johnson    | Estats Units | Detroit Pistons       | Minnesota                 |
| 13      | Wilbur Trosch  | Estats Units | Syracuse Nationals    | St. Francis (PA)          |
| 14      | Frank Radovich | Estats Units | St. Louis Hawks       | Indiana                   |
| 15      | Bill Kennedy   | Estats Units | Philadelphia Warriors | Temple                    |
| 16      | Leroy Wright   | Estats Units | Boston Celtics        | Pacific                   |

## Tercera ronda
| Posició | Jugador     | Nacionalitat | Equip de l'NBA        | Origen (Universitat/club) |
| ------- | ----------- | ------------ | --------------------- | ------------------------- |
| 17      | Ralph Davis | Estats Units | Cincinnati Royals     | Cincinnati                |
| 18      | Jim Hagan   | Estats Units | Minneapolis Lakers    | Tennessee Tech            |
| 19      | Bob McNeill | Estats Units | New York Knicks       | St. Joseph's              |
| 20      | Frank Case  | Estats Units | Detroit Pistons       | Dayton                    |
| 21      | Joe Roberts | Estats Units | Syracuse Nationals    | Ohio State                |
| 22      | Fred LaCour | Estats Units | St. Louis Hawks       | San Francisco             |
| 23      | Bob Mealy   | Estats Units | Philadelphia Warriors | Manhattan                 |
| 24      | Mike Graney | Estats Units | Boston Celtics        | Notre Dame                |